# どき魔女ぷらす
『どき魔女ぷらす』（どきまじょぷらす）は、SNKプレイモアから2009年7月30日に発売されたニンテンドーDS用ゲームソフト。ジャンルはアドベンチャーゲーム。

## 概要
前々作『どきどき魔女神判!』のリメイク＋新たなシナリオの追加バージョンとなっている。操作性などは『2』に準じている。主人公は西村アクジ。
コンピュータエンターテインメントレーティング機構のレーティングは『2』と同じ「D（17歳以上対象）」である。

## ストーリー
ちょい悪少年・西村アクジはある日幼馴染の安倍マリアと一緒に下校している際、彼女から「もっと刺激的な、どきどきするような生き方を探さなくちゃ」と言われる。そして自分の家のドアを開けると、そこにはまぶしい世界と薄着の女性の姿があった。
薄着の女性は大天使であり、アクジは見習い天使・ルルと共に、人間界に住む魔女を探し出すという使命を与えられる。引き受けなければ礼拝や募金を義務付けられる「究極の善人」にすると脅され、アクジは渋々引き受ける。
この時、アクジはこの使命が新しい出会いを生み、マリアの言うような「どきどき」の元となるとは思いもしなかった。

### シナリオ
シナリオは全8話と最終話による構成で、各シナリオごとに新たな魔女が登場する。アドベンチャーパートで証拠を集めつつイベントを進めていき、一定条件を満たせば容疑者と戦う「魔法バトルモード」に進むことができる。
アドベンチャーパートは午前・午後・放課後の3つの時間帯に分かれており、時間帯によって移動できる場所が変化。移動できる場所は大きく分けて「学校」「住宅街」「商店街」「オフィス街」の4つで、学校はさらに「グラウンド」や「正門前」などに分かれている。（8話のみ「放課後」から変化せず学校内しか移動できない。最終話ではマップが完全に変化する）イベントが発生する場所はそのイベントに関連したキャラクターがアイコン表示され、何も無い場所には「!」のアイコンが表示される。赤「！」はストーリーをすすめるために絶対に必要。サブキャラクターのイベントがある場所は「？」が描かれたシルエットが表示される。
バトルでは契約した魔女の力を借りつつ、タッチペンを用いた操作で容疑者と戦う。相手の体力ゲージを0にすれば勝利となり、会話の後に「魔女神判モード」に移行する。自分の体力が0になるとゲームオーバー（コンティニュー可）。今作ではバトルの難易度が選べるためタッチ操作が苦手な人にもやりやすいように配慮がなされている。ただし、バトルは何度でもリトライできるがバトル中、もしくは負けたあとの難易度変更ができないため魔女に勝てないで難易度を変更したくともメニューに戻ってからするしかないため、前にセーブした場所まで戻される。そのほか魔女のMPゲージの上に新しいゲージが用意され、これがMAXになると「オーバーマジック」を発動できる。キャラクターによってはダメージだけでなく相手をマヒさせたり動きを遅くするなどの特殊効果を与えられる。
魔女神判では「触る」や「見る」という動作をタッチペンで行い、マイクで「息を吹きかける」動作、「証拠品」を見せることなどで相手をドキドキさせていく。また、一定条件を満たすと『2』同様に「拡大」が使用可能になる。ドキドキ度によって背景の色が青から赤へ変化し、ドキドキ度が一定値を超えると体のどこかに「魔女の印」が浮かび上がる。これを「触る」でタッチすればクリア。逆に相手を不愉快にさせて逃げられるとゲームオーバーとなる。また、『2』同様にチェイン（連携）が用意されているが今回は特定の順番ではなくドキドキ度が上昇する行動を連続で取っている限りは連携が繋がるようになっており25Hitを超えると50Hitまでの間どこを触っても嫌がられない極楽状態になり背景が金色になる。その特性から前作、前々作以上に好き勝手できるようになっている。
ストーリーは基本的に『1』を踏襲しているが、一部では展開が異なっている箇所もある。また、登場人物の設定やストーリーに一部八神健の漫画版の設定を逆輸入したものがある。最終話はメインヒロインと世界の危機に対しアクジたちが立ち向かうという『2』のようにシリアスで重たいシナリオとなっている。

### フリーバトル
前作同様に練習として仲間にした魔女と任意で魔法バトルを行える。学校の屋上にて第1話から使用可能。

### スイーツコミュニケーション
新要素のひとつ。あるイベント（？）をクリアすると特定のキャラクターの部屋へ「午前中」だけ遊びに行けるようになる。遊びに行けるのは「午前」のみで「午後」や「放課後」には選択肢がでない。またこれを行った場合は強制的に次の日の午前になる。また、第6話前半と第8話、最終話は使用できない。
タッチで相手の部屋を調べたり相手と会話することができ、マイク機能で前作の「どきどきチェッカー」同様呼びかけることが可能。一定条件を満たすと相手をデートに誘うことができる。
好感度をマックスまであげるとその時点で物語が終了しスタッフロールが流れ始める。この時のCGはギャラリーに追加され、クリアしたキャラクターはエキストラの「フリースイーツ」で選択することができる。
最終的にフリースイーツ可能になるキャラクターは10人である。1周目で8人、2周目で夏南きあらが追加されて9人、さらにあるキャラクターのエンディングを見ることで、そのキャラクターが追加され10人になる。

### スターラディッシュ
新要素の一つ。作中に登場する架空のシューティングゲームで、ミニゲームとして商店街のゲームセンターでプレイできる。また、1周目をクリアするとエクストラに追加される。
独特のグラフィックや3和音のBGM、ファミコンソフトの説明書の形式を踏襲した説明書が劇中に登場するなど、随所にレトロゲームファンをにやりとさせるような演出が用意されているのが特徴。ゲームモードはステージクリアを目指すノーマルモード、2分間で稼げる得点を競う2ミニッツモード、時間無制限で倒されるまで続けるインフィニットモードの3つをプレイできる。
元は本作の発表に先駆けて発表されたSNKプレイモアのエイプリルフール企画であった。なお、そのホームページでは当初MVSで発表となっていたが後にナニコン（「ナンバーワンニンキコンピューター」の略。ファミリーコンピュータのパロディ）での発売と変更された。こちらのキャラクターデザインも藤ノ宮深森が担当している。
また、本作の予約特典として8cmCDのスターラディッシュサウンドトラックが付随している。

### どき魔女図鑑
本編を1周クリアすると出現する。各メインキャラクターと一部サブキャラクターのプロフィール及びボイス・立ち絵が収録されている。
また、メインキャラクターからプレイヤーに宛てたボイスメッセージも収録されている。

## 登場人物
以下は主に設定の変更点を中心に述べる。どきどき魔女神判!#登場人物も参考。

### 主要人物
西村 アクジ（にしむら アクジ）
声 - 尾崎未來
主人公。カレーが好物で、においをかげばどのカレールーを使っているかわかるほど。考古学者の父親から叩き込まれた野草やキノコの知識など意外と知識は豊富だが、成績はあまり良くない。
ルル
声 - 園田ひろこ
変更点はほとんどない。

### 容疑者
赤井 まほ（あかい まほ）
声 - 佐藤まさみ
本作のメインヒロイン。1と基本的な設定は変化しておらず、ストーリーも変化していないが本作では設定が追加されメインヒロインとしての立場が強調されている。
「赤井まほ」は人間界で名乗る偽名で、本名はメイフォーリア＝ウルト＝シンバリオン。人々の救済のためその魔力を惜しむことなく使ったとされる伝説の魔女の後継者である。魔女の中でも珍しい「時魔法」を扱うことができ、変身能力はこの魔法の応用によるものである。
安倍 マリア（あべ マリア）
声 - 上田真紗子
アクジの幼馴染。本作では「裏ヒロイン」という位置づけになっており、他の魔女が動けない時には彼女の活躍によって解決する場面が多く用意されている。
また、魔女にこだわる理由として「幼い頃アクジが魔女を嫁にすると言ったこと」が原因として語られている（漫画版の設定が元である）。
小田 れんげ（おだ れんげ）
声 - 後藤恵梨子
新キャラクターの登場によって最も変化したシナリオとなった。また、周囲からつっこまれる場面も増えている。
御堂 あやめ（みどう あやめ）
声 - 壱智村小真
性格がやや漫画版寄りになり、まほなどのかわいいものに対する反応が過剰になった（腐女子ではない）。アクジに対しツンデレ的な言動を見せることも多い。
望月 ゆーま（もちづき ゆーま）
声 - 坂田有希
設定に大きな変更は無い。ただし前述のスイーツコミュニケーションやイベントの追加などにより別の部分で大きく突き抜けたとスタッフはコメントしている。また、男性ということを考慮してか今回は神判を行わなくてもストーリーを進められる。
聖夜 イブ（せいや イブ）
声 - 伊藤葉純
神判の順番がメリーの前となった。れんげと同様にシナリオが完全変化したキャラクターで、漫画版のあるストーリーを逆輸入したものである。神判後は自分の正体を明かしアクジに協力する。
綿引 メリー（わたびき メリー）
声 - 坂田有希
ストーリーはほとんど変わっていない。今作では両親は健在の様子。着ぐるみの下はゴスロリ衣装となった。
聖夜 ノエル （せいや ノエル）
声 - 伊藤葉純
取っている行動は『1』と変わらないが本作では悪人ではなく、才能のある姉と比べられることで心を閉ざした彼女に付け込んで操ったものがいるという設定になっている。神判の目的も「魔力の集中している印を探して彼女にかけられた魔法を解く」というものになっている。アクジたちによって救われた後は姉とも和解し、自分の起こした事件の後始末の後今回の事件の発端の探しに向かう。
前述の通り姉と周囲が原因で心を閉ざしておりきつい性格の持ち主だが、アクジにだけは心を許している（表面上は他の生徒よりもきつい対応を取っているが）。
夏南 きあら（かなん きあら）
声 - 鈴木美子
新キャラクター。学園の生徒ではない。ある出来事からまほのことを「まほ様」と呼んで慕うようになるがアクジには敵意を抱いている。トマトが好物。
その正体は魔物で、今回の一連の騒動の黒幕。「きあら」という名前はいくつもある名前のうち今はこれが気に入っているから使っているだけであり、人間からは「カーミラ」「黒き者」など様々な名前で呼ばれる伝説の魔物で破壊神級の力の持ち主。
本来の目的は魔王の嫁となる強大な力を持つ魔女を探すことであり、その候補としてまほに目を付けた。そして南の島にある転移装置を使うために必要な魔力を集めるためノエルを操りアクジを利用して魔女を探させた。しかしまほと接するうちにまほに好意を抱くようになっていき、「魔王の手にもアクジの手にも渡らせたくない」と考え転移装置でまほとともに誰もいない別世界へ向かおうとした。しかしまほはこの世界が好きであり、アクジたちから自分の感情を押しつけているだけだということを指摘されると力づくでまほを奪おうとするが敗北。転移魔法も解かれてしまうが膨大な魔力が爆発寸前となる。まほの時魔法によってどうにか抑えられたものの、いつ爆発するかわからない魔力を消費するため転移装置を用いてイブ・ノエル・まほとともに自分の世界へと帰った。

### その他の人物
丹下 ゲン太 （たんげ ゲンた）
声 - 尾崎未來
新キャラクター。自称・ラディッシュファイターの少年でれんげをライバル視している。町のスターラディッシュ大会で優勝経験を持つ。
椎野 しの（しいの しの）
新キャラクター。食堂で働く女性。自称カリマス調理師で、キノコ鍋が得意。だが、作る料理には毎回毒（キノコ、フグ、じゃがいもの芽など）が入っておりこれが原因で倒れる人も大勢いる。
矢雅 ミケ（やが ミケ）
漫画「ときどき裸女頻繁」の作者。見た目は猫耳が生えた眼鏡の少女。作中ではイベントでしばしば登場しアクジたちにヒントを与えてくれる。エクストラエピソードでは神判することも可能であるが、魔女でない者は本人のシルエットが出るはずなのに彼女はなぜか猫の顔の印が浮かぶ。
元ネタは漫画版の作者八神健。初出は『2』のイベントで名前だけの登場。その後『2』の漫画版で姿がデザインされ本作に登場するものは姿・性格ともにこれを踏襲している。いわば逆輸入されたキャラクターである。
担任の先生（本名不明）
アクジのクラスの担任教師。女性。本作ではちゃんと姿も登場する。担当教科は体育でなにかとアクジに走ることを強要してくる。単純な性格なのか、アクジの口車に乗せられて自分が校庭を走る羽目になっていたりする。
逆パンダ（ぎゃくパンダ）
おなじみのキャラクター。本編中に100匹隠れており捕まえた数に応じてエクストラが解放される。全て捕獲するには最低でも2周する必要がある。
キモ
逆パンダによく似た謎の生物。『2』のうさ丸に相当するキャラクター。見た目は大きな目を持つ黒い魚で初回特典の設定資料によると種族は「デメキン」。本編中に8匹隠れており一匹で逆パンダ3匹に換算される。全て捕獲するには最低でも2周する必要がある。
クロ
声 - 壱智村小真
エクストラエピソードにのみ登場する。『2』のキャラクター。
彼女のほかにも本編中に『2』のキャラクターの姿や『2』のキャラクターに関連したネタが確認できる。
マッホマン
前々作、前作に引き続き登場したアクジの守護霊。（自称）精霊戦士。語尾に「ざます」をつけた特徴的なしゃべり方をする。アクジが既に知っている古い情報ばかり仕入れてくるので、役立たず呼ばわりされている。都合が悪くなると逃走する。